# Pärlstickare

Detalj av Kasack som tillhört Karl X Gustav. Pärlstickare Friderich Feuerbrun

Pärlstickare var under medeltiden en hantverkare som i huvudsak broderade med pärlor, silke och guld. Bland deras produkter fanns kyrkliga textilier som kyrkoskrudar, altardukar och flaggor, fanor till begravningar, regementen och län, och ceremoniella kläden. 

## Pärlstickare i Sverige

Tröja till kröningsdräkt från 1617, pärlstickare Carl Plageman.

En av de tidigast kända hantverkarna inom denna yrkesgrupp i Sverige var Albert Pärlstickare (1440–1509), även kallad Albert målare eller Albertus Pictor, vars verk idag kan se i ett flertal kyrkor, till exempel Härkeberga kyrka. Erik XIV hade vid sitt hov 15 stycken pärlstickare. Pärlstickare tillverkade bland annat flaggor, fanor och textilier till kyrkor, begravning och bröllop. 
I mitten av 1600-talet fanns ett tiotal pärlstickare i Sverige, koncentrerade i huvudstaden. De allra flesta pärlstickare i Sverige under denna tid var av utländskt ursprung, ofta från Nederländerna eller Tyskland. Deras verkstäder var små med få anställda, och normalt sett var endast familjemedlemmar verksamma. 
Yrket var, något anmärkningsvärt för den tiden, ganska jämnt fördelat mellan könen: av de 26 verkstäder inom denna grupp som fanns i Sverige mellan 1670 och 1720 leddes elva av änkor, som ärvt makens yrke och som oftast varit verksamma i hans verkstad även före hans död.  Produktionen av regementsfanor tycks ha dominerats av kvinnor, och bland dem nämns Catharina Kragh, Helena Dorothea Militz, Magdalena Fischer, Anna Catharina Busche och Dorothea Steffenburg.
Under 1600-talet började ordet pärlstickning gradvis bytas ut mot broderi.

### Pärlstickare i Finland
Hans Thomasson von Schwerin fick 1616 rätt att verka som konungens pärlstickare. Hans änka Hebla Eriksdotter och hennes dotter Maria Larsdotter fortsatte med hantverket i Åbo tills efterfrågan på pärlstickerier minskade, dels genom 1644 års överflödsförordning, dels genom modets förändring.